# Municipio de Rubicon (Illinois)
El municipio de Rubicon (en inglés: Rubicon Township) es un municipio ubicado en el condado de Greene en el estado estadounidense de Illinois. En el año 2010 tenía una población de 345 habitantes y una densidad poblacional de 3,72 personas por km².

## Geografía
El municipio de Rubicon se encuentra ubicado en las coordenadas 39°23′34″N 90°11′18″O / 39.39278, -90.18833. Según la Oficina del Censo de los Estados Unidos, el municipio tiene una superficie total de 92.64 km², de la cual 92,43 km² corresponden a tierra firme y (0,23 %) 0,21 km² es agua.

## Demografía
Según el censo de 2010, había 345 personas residiendo en el municipio de Rubicon. La densidad de población era de 3,72 hab./km². De los 345 habitantes, el municipio de Rubicon estaba compuesto por el 100 % blancos. Del total de la población el 0 % eran hispanos o latinos de cualquier raza.